# Peter Emil Huber-Werdmüller
Peter Emil Huber-Werdmüller (Zurigo, 24 dicembre 1836 – Zurigo, 4 ottobre 1915) è stato un imprenditore svizzero, fondatore  della Maschinenfabrik Oerlikon.

## Biografia

### Studi
Peter Emil Huber-Werdmüller era figlio di un produttore di seta, frequentò le scuole a Zurigo e a Welschland. Successivamente frequentò dal 1855, presso il Politecnico federale di Zurigo, il corso di costruzione di macchine. Nel 1858 si diplomò come ingegnere e lavorò al Conservatorio Nazionale delle Arti e dei Mestieri di Parigi. Si trasferì parecchio tempo in Inghilterra ove apprese le competenze in ambito industriale.

### Impieghi
Il suo primo impiego fu presso la Sulzer AG di Winterthur, guidata da Charles Brown. In Brown trovò una guida e un insegnante. Successivamente lavorò presso Escher, Wyss & Cie. di Zurigo. Nel 1863 fondò con l'inglese M. M. Jackson la Giesserei P. E. Huber & Co. a Oerlikon. L'attività venne venduta nel 1867 alla Daverio, Siewerdt & Giesker di Rorschach e nel 1872 liquidata.
Nel 1876 viene creata la nuova organizzazione Maschinenfabrik Oerlikon con Huber-Werdmüller come presidente nominato dal consiglio di amministrazione. Volle fortemente una divisione elettrica e nel 1884 mise a capo Charles Brown. Brown mise i suoi due figli Charles e Sidney, entrambi ingegneri, nel consiglio. Fornirono i generatori di corrente elettrica continua con rete elettrica da Kriegstetten a Soletta, oltre i confini svizzeri fino alla Internationale Elektrotechnische Ausstellung del 1891 a Francoforte sul Meno, dove il primo impianto generatore Drehstromübertragung Lauffen–Frankfurt iniziò a funzionare, con generatori della Oerlikon. Più tardi il genero Dietrich Schindler-Huber ne divenne presidente.

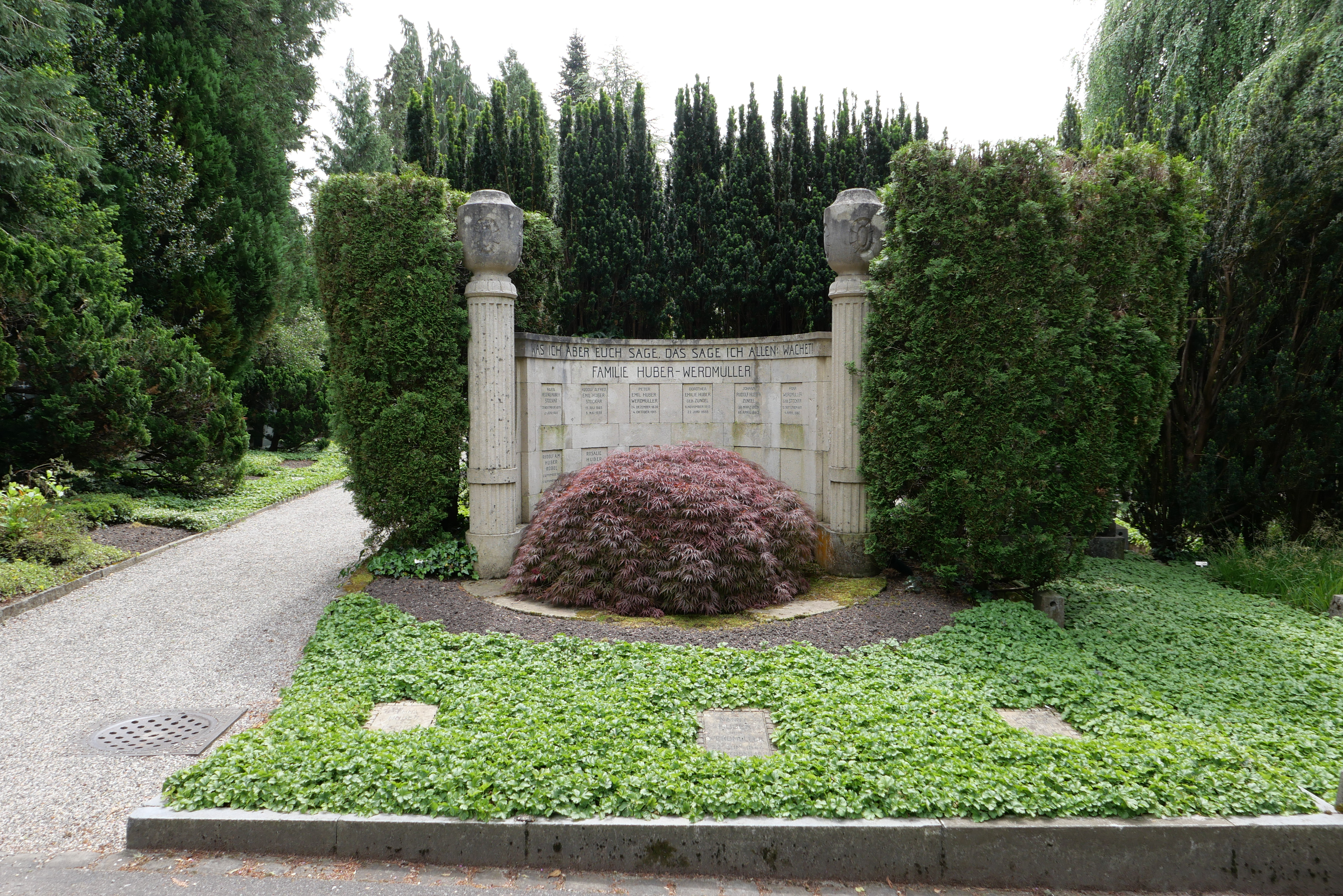
La tomba della famiglia Huber-Werdmüller nel cimitero di Enzenbühl a Zurigo

Lo sviluppo della divisione elettrica di Oerlikon servì al progresso tecnico in Svizzera e Europa. Nel 1886, lo scopritore della elettrolisi, Paul-Louis-Toussaint Héroult con il suo processo di Hall-Héroult, utilizzò nel 1887 dinamo Oerlikon, con un test a Zurigo. Huber capì il potenziale immenso del procedimento per la sintesi dell'alluminio.
Insieme con gli imprenditori Georg Robert Neher, Gustave Naville, presidente della Escher Wyss & Cie. di Zurigo, crearono la Alumiumfabrik a Neuhausen am Rheinfall.
La famiglia Neher ebbe il possesso dell'uso delle condotte d'acqua in Svizzera, necessarie a creare energia elettrica. L'azienda Oerlikon, produsse a quel tempo i più grandi generatori elettrici del mondo, necessari al processo di Hall-Héroult. Le turbine furono consegnate da Escher Wyss & Cie.
Con altri soci fondò nell'ottobre 1887 la Schweizerische Metallurgische Gesellschaft, successivamente Aluminium Industrie AG, la AIAG di Neuhausen, successivamente dal 1963 Schweizerische Aluminium AG.
Nel settore dell'alluminio a Schaffhausen Huber-Werdmüller cofondò la Kraftübertragswerke Rheinfelden (oggi Energiedienst Holding) e la costruzione della Aluminium Rheinfelden.

## Lavoro come dirigente pubblico
Dal 1867 intraprese l'attività nel pubblico per lo sviluppo delle infrastrutture di Zurigo. Facente parte del consiglio comunale del sobborgo di Zurigo Riesbach, dove era nato, promosse la costruzione della strada ferrata. Promosse una banchina funzionale sul lago di Zurigo. Conseguenza fu lo sviluppo di Seefeld (Zurigo) con la ferrovia e divenne membro della Schweizerische Nordostbahn. Promosse la costruzione della Uetlibergbahn, contro una grande opposizione popolare, poi Adhäsionsbahn. Fondò l'associazione del tram di Zurigo Zürich–Riesbach–Enge, con tram a cavallo. Nel 1893 venne costruita la ferrotramvia elettrica di Zurigo.
Huber-Werdmüller nel 1889 divenne uno dei soci fondatori della Associazione Svizzera per l'Elettrotecnica (ASE) e nel 1909 divenne socio onorario.